# Labopidea discolor
Labopidea discolor är en insektsart som först beskrevs av Sahlberg 1878.  Labopidea discolor ingår i släktet Labopidea och familjen ängsskinnbaggar. Inga underarter finns listade i Catalogue of Life.